# Eugenio Cantoni
Eugenio Cantoni (Gallarate, 11 aprile 1824 – Roma, 15 marzo 1888) è stato un imprenditore italiano dell'industria tessile.

## Biografia
Nacque da Costanzo e Giulia Magnaghi.
Succedette al padre, pioniere dell'industria tessile lombarda, alla guida del Cotonificio Cantoni.
Dopo lunghi soggiorni in Svizzera, Germania e Inghilterra acquisì le conoscenze tecniche che lo portarono alla premiazione con medaglia d'oro all'esposizione di Parigi del 1869, per l'invenzione di un sistema di tintoria meccanico a ciclo continuo.
Anche dopo la cambiamento della ditta in società azionaria (1872), il controllo dei cotonifici rimase saldamente in mano alla famiglia Cantoni. Sui 7 milioni di lire che formavano il capitale iniziale della Società, Eugenio Cantoni possedeva azioni per 2 750 000 lire, mentre suo padre Costanzo per 1 milione di lire. Eugenio Cantoni era la reale guida dell'azienda, essendo stato eletto direttore generale.
Nei primi anni '70 Cantoni svolgerà un'intensa attività finanziaria, caratterizzata soprattutto dalla partecipazione alla fondazione di numerose banche, quali la "Banca di Credito dell'Industria" (Genova), la "Banca Algier. Canetta e C." (Milano) e la "Banca di Credito Veneto" a Venezia. Tutti questi Istituti vennero costituiti nel 1872. Nell'anno successivo il suo nome figura negli atti fondativi del "Banco di Sant'Ambrogio" e della "Banca di Busto Arsizio", più direttamente legata all'ambiente dell'industria cotoniera, che poi evolverà nella "Società Italiana di Credito Provinciale".
Nel 1877 Eugenio Cantoni si dimise dalla carica di direttore a seguito di una crisi societaria (tra la direzione e gli azionisti) ed economica (tra il 1877 e il 1879 il Cotonificio non ottenne utili). Tuttavia grazie ad un'accorta politica, ebbe sempre un'ampia maggioranza nelle assemblee azionarie.
Morì nel 1888. Al controllo della società gli successe il figlio Costanzo che avrebbe in seguito lasciato il Consiglio di amministrazione del Cotonificio nel 1910.

## Archivio
Documenti prodotti da Eugenio Cantoni nel corso della propria carriera imprenditoriale, in particolare i verbali delle assemblee degli azionisti e le relazioni del Consiglio d’amministrazione del Cotonificio, si conservano a Milano presso l'Archivio della Camera di commercio, industria e agricoltura, nel fondo Parte storica, sez. IV, Industria.